# Galaxy Nexus
Il Galaxy Nexus è uno smartphone progettato da Google e prodotto da Samsung, facente parte della serie Samsung Galaxy. È stato il primo smartphone a utilizzare il sistema operativo Android 4.0 Ice Cream Sandwich; in seguito furono resi disponibili gli aggiornamenti fino ad Android 4.2 Jelly Bean.
In Brasile è conosciuto con il nome di Galaxy X, per il fatto che il simbolo dei cellulari Nexus è, appunto, una X.

## Display
È stato il secondo smartphone ad avere un display Super AMOLED HD con una risoluzione di 1280 x 720 in 4,65 pollici.
Non ha alcun pulsante fisico sulla parte anteriore, dispone invece di tre tasti sullo schermo incorporati nel software di sistema (parte di Android 4.3). Sotto i tasti funzione, è presente un LED di notifica multicolore, una caratteristica mancante nel Nexus S.

## Design
Come il precedente modello, il Nexus S, questo telefono è caratterizzato da un vetro concavo (Contour Display) che aiuta a diminuire i riflessi sullo schermo, mentre lo spessore va ad aumentare nella parte inferiore. Le dimensioni sono 135,5 x 67,94 x 8,94 mm.
Il jack per cuffie da 3,5 mm è situato sulla parte inferiore del telefono insieme all'ingresso microUSB, la fotocamera da 5 Megapixel si trova nel centro della parte posteriore, mentre quella anteriore da 1.3 Megapixel in alto a destra dello schermo.

## Easter egg
Il 9 novembre 2011 è stato diffuso il primo easter egg del Galaxy Nexus. Per visualizzarla occorre:
- andare in "Impostazioni", "Info sul telefono";
- toccare ripetutamente sulla versione di Android;
- tenere premuto sull'androide che sarà mostrato sullo schermo.

Il 28 giugno 2012 è stato reso disponibile Android 4.1 Jelly Bean, che incorpora un nuovo easter egg rappresentante delle caramelle gelatinose.
Il 27 novembre 2012 è stata pubblicata la versione Android 4.2, mentre nell'agosto 2013 è stata pubblicata la versione Android 4.3. In entrambe le versioni le "Opzioni sviluppatore" sono nascoste dal menù "Impostazioni" per default. Per poterle abilitare bisogna andare in "Info sul telefono" e premere ripetutamente su "Numero build", fino a quando non compare il messaggio "Ora sei uno sviluppatore".

## Software
Il Galaxy Nexus è il primo dispositivo ad eseguire Android 4.0 Ice Cream Sandwich, il quale introduce una grafica rinnovata e nuove funzionalità rispetto a Gingerbread.
L'11 luglio 2012 Google inizia la distribuzione di Android 4.1 Jelly Bean come aggiornamento over-the-air.
Il 13 novembre 2012 è stato pubblicato Android 4.2 Jelly Bean in versione takju, ovvero per i dispositivi USA che integrano Google Wallet. Una settimana dopo è stata distribuita la versione internazionale (yakju). A questa versione hanno fatto seguito due aggiornamenti minori (con numero di versione, rispettivamente, di 4.2.1 e 4.2.2), i quali risolvono diversi bug e migliorano le prestazioni.
Il 25 luglio 2013 viene distribuita la versione 4.3 Jelly Bean, l'ultima ufficialmente supportata dal dispositivo.

### Sistemi operativi non ufficiali
È possibile utilizzare versioni di Android più recenti rispetto a quelle ufficialmente supportate attraverso l'uso di firmware di terze parti come CyanogenMod.

## Galleria d'immagini

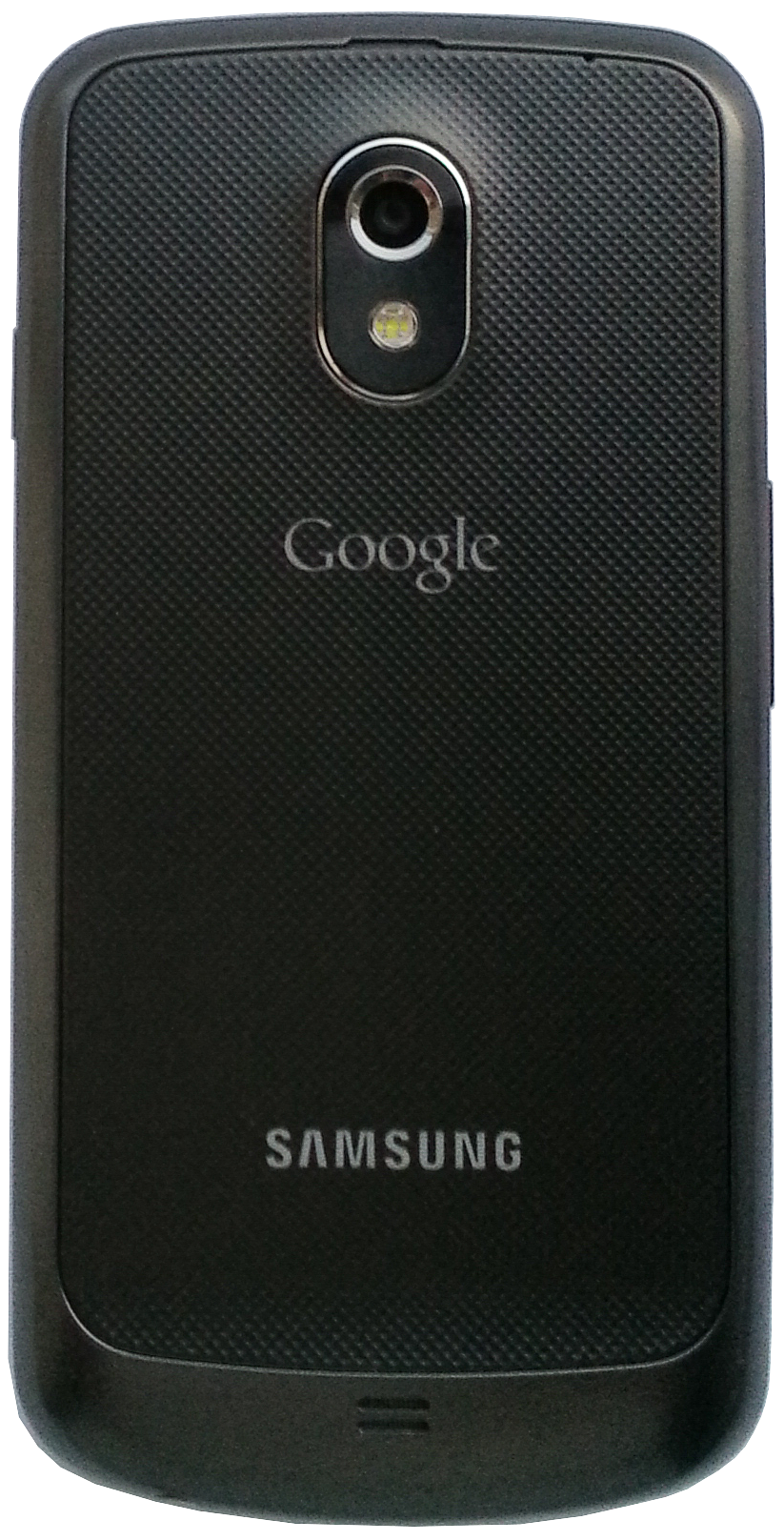
Galaxy Nexus lato posteriore
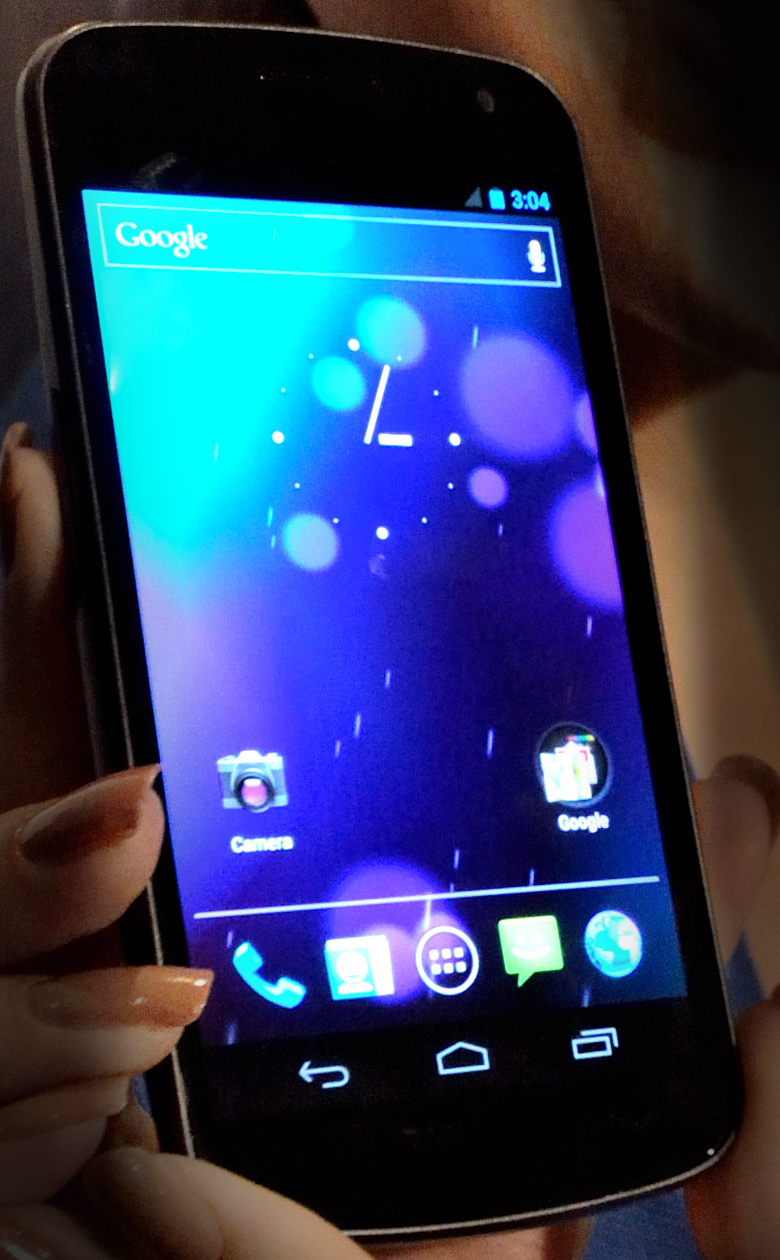
Galaxy Nexus con Android 4.0 Ice Cream Sandwich - Home
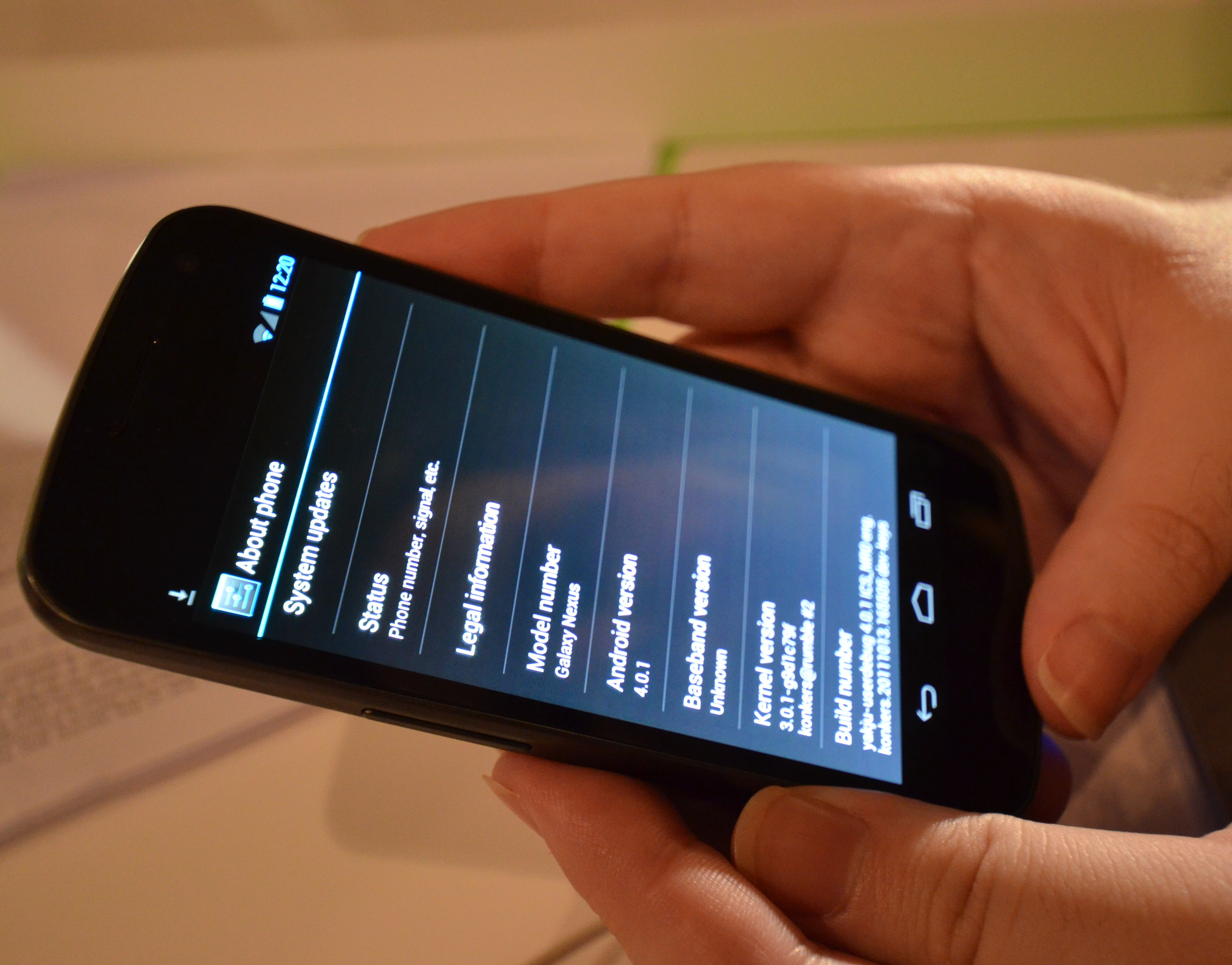
Galaxy Nexus con Android 4.0 Ice Cream Sandwich - Impostazioni
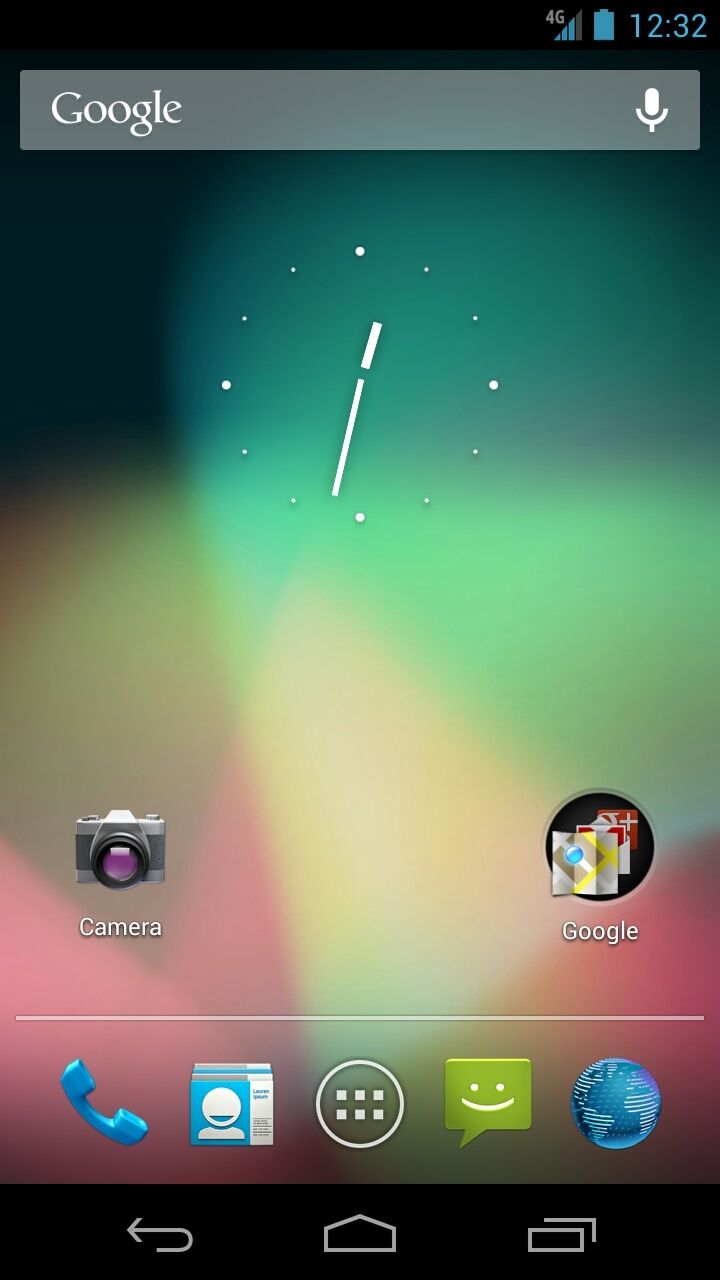
Galaxy Nexus con Android 4.1 Jelly Bean - Home

## Recensioni
- AndroidWorld.it[3]
- Telefonino.net[4]
- HdBlog.it[5]
- InsideHardware.it[6]